# 穆氏鋸魴鮄
穆氏鋸魴鮄，為輻鰭魚綱鮋形目牛尾魚亞目角魚科的其中一種，分布於中西大西洋區的巴哈馬群島海域，棲息深度可達15公尺，體長可達6公分，為底棲性魚類，屬肉食性。